# Bezirksgericht Magdeburg
Das Bezirksgericht Magdeburg war ein Bezirksgericht in der DDR mit Sitz in Magdeburg. Vorgänger und Nachfolger war das Landgericht Magdeburg.

## Geschichte
Mit dem Gerichtsverfassungsgesetz der DDR aus dem Jahr 1952 wurden die bisherigen Amtsgerichte und Landgerichte aufgelöst und auf Ebene der Bezirke neue Bezirksgerichte gebildet. Sie bestanden bis 1990. Im Bezirk Magdeburg wurde das Bezirksgericht Magdeburg mit Sitz in Magdeburg gebildet. Im Jahre 1992 erfolgte die Rückbenennung nach Landgericht Magdeburg. Dem Bezirksgericht Magdeburg waren folgende Kreisgerichte untergeordnet:
- Kreisgericht Magdeburg-Stadt
- Kreisgericht Burg
- Kreisgericht Gardelegen
- Kreisgericht Genthin
- Kreisgericht Halberstadt
- Kreisgericht Haldensleben
- Kreisgericht Havelberg
- Kreisgericht Kalbe (Milde) (bis zum 31. Dezember 1987)
- Kreisgericht Klötze
- Kreisgericht Loburg (bis zum 20. Juni 1957)
- Kreisgericht Oschersleben
- Kreisgericht Osterburg
- Kreisgericht Salzwedel
- Kreisgericht Schönebeck
- Kreisgericht Seehausen (bis zum 2. Juli 1965)
- Kreisgericht Staßfurt
- Kreisgericht Stendal
- Kreisgericht Tangerhütte (bis zum 31. Dezember 1987)
- Kreisgericht Wanzleben
- Kreisgericht Wernigerode
- Kreisgericht Wolmirstedt
- Kreisgericht Zerbst

Dem Bezirksgericht Magdeburg übergeordnet war das Oberste Gericht der DDR. Nach dem Zusammenbruch der DDR wurde die Gerichtsstruktur in Sachsen-Anhalt mit dem Gerichtsstrukturgesetz vom 24. August 1992 neu geregelt. Damit wurde die bundesdeutsche Gerichtsstruktur übernommen, das Bezirksgericht Magdeburg aufgehoben und das Landgericht Magdeburg neu geschaffen.

## Fälle
- Urteil gegen Gerhard Römer nach dem Aufstand vom 17. Juni 1953
- Urteil gegen Ernst Jennrich im Zusammenhang mit dem Tod von Georg Gaidzik
- Urteil gegen Kurt Heißmeyer
- Urteil gegen Donatello Losito
- Urteil gegen Kurt Grünbaum

Für weitere Urteile siehe die Liste von in der DDR hingerichteten Personen

## Richter
- Jürgen Goydke
- Gerhard Kircher
- Iris Goerke-Berzau
- Günther Zettel
- Dieter Miosge